# 盧里瓦伊
盧里瓦伊（西班牙語：Luribay），是玻利維亞西部拉巴斯省洛艾萨县的市鎮，并为该县的县府所在地。距離省会拉巴斯100公里，海拔高度2,565米，每年平均降雨量600毫米。市镇面积为503平方公里，2012年人口数量为11,139人。